# Susanoo

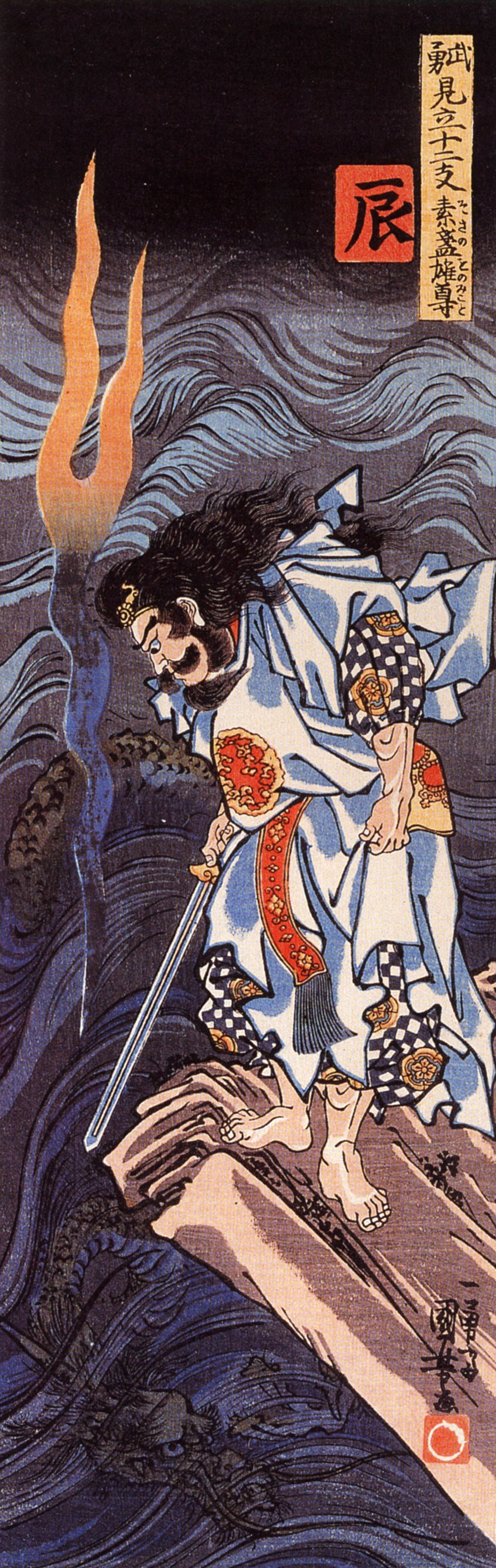
Susanoo walczący ze smokiem na obrazie Utagawy Kuniyoshiego (1797–1861)

Susano-o, Susa-no-o (jap. 須佐之男命 Susa-no-o-no-mikoto), Takehayasusanoo no Mikoto (jap. 建速須佐之男命 Mąż Zsyłający Opady Wywołane Jego Potężnym Kichaniem) – jedno z ważniejszych bóstw japońskiej religii shintō, porywczy i brutalny pan wiatrów oraz burzy. Brat bogini słońca Amaterasu oraz boga księżyca Tsukuyomiego.

## Narodziny Susanoo
Według Kojiki Susanoo narodził się, gdy Izanagi przemywał swój nos w trakcie oczyszczania się w wodzie morskiej po ucieczce z Krainy Ciemności. W Nihon-shoki natomiast bóg wiatrów przyszedł na świat jeszcze, zanim Izanami udała się do Krainy Ciemności. Do takiej wersji narodzin Susanoo nawiązuje fragment z Kojiki, w którym została wspomniana tęsknota bóstwa za matką.
W kronice napisano, że Susanoo otrzymał od Izanagiego władzę nad przestworzami mórz, jednak nie wywiązał się dobrze ze swoich obowiązków. Tęskniąc za matką, wciąż łkał i zawodził, aż przelał wszystkie swoje łzy, a rzeki i morza wyschły do cna. Nieprzerwana żałoba syna prabogini zachwiała równowagę we wszechświecie, przez co na świecie wydarzyły się dziesiątki tysięcy nieszczęść. 
Zapytany przez ojca, dlaczego lamentuje i zawodzi, Susanoo powiedział, że tęskni za matką i chce się udać za nią do Krainy Ciemności. Rozgniewany tym pomysłem Izanagi powiedział synowi, by odszedł, dokąd chce, i zakazał mu mieszkać na swoich ziemiach.
W jednej z wersji mitu Susanoo dotarł do krainy, w której przebywała jego matka, i zajął miejsce przy jej boku. Ślady tego wierzenia zachowały się w regionie Kumano – w Hongū Taisha w miejscowości Tanabe (prefektura Wakayama) bóg jest czczony w jednym pawilonie świątynnym razem z Izanami, a oba bóstwa przejawiają w tym miejscu swoją łagodną naturę, obdarzając łaskami wyznawców.
W Kojiki Susanoo został przedstawiony jako nieposłuszny syn, którego zachowanie zachwiało równowagę we wszechświecie. Jednak niektórzy badacze podkreślają, że potomek prabogów miał powody, aby przeciwstawić się ojcu.

## Konflikt z Amaterasu
Siostrą porywczego boga wiatru i burzy była zrównoważona i spokojna Amaterasu. Pewnego dnia Susanoo postanowił zawiadomić siostrę o swojej decyzji udania się do Krainy Ciemności i wyruszył w podróż, lecz jego gwałtowne kroki spowodowały, że zatrzęsła się ziemia, a woda w rzekach zaczęła falować. Bogini, usłyszawszy zbliżającego się gościa, zaniepokojona stwierdziła, iż brat wyruszył, aby odebrać jej obszary, którymi zarządzała, więc wyszła Susanoo na spotkanie przygotowana jak prawdziwy wojownik.
Bóg wiatru i mórz postanowił wyjaśnić cel swojej wizyty, jednak Amaterasu podejrzewała go o podstęp, uważając że brat tak naprawdę chce odebrać jej władzę. Oskarżony o złe intencje Susanoo zaproponował sąd niebios (ukei): o zamiarach miał świadczyć charakter potomstwa, które każde z nich postanowiło powołać do życia. Bogini słońca jako pierwsza poddała się próbie, wzięła miecz brata, złamała go na trzy części, opłukała odłamki w Świętej Studni Niebios, a następnie przeżuła i wyrzuciła z siebie chuchnięciem. Z jej tchnienia powstały trzy boginie morskie: Takiribime, Ichikishimahime i Takitsuhime – ich płeć miała świadczyć o pokojowej naturze bogini. Wtedy Susanoo obmył w studni klejnoty-krzywulce, które jego siostra miała we włosach, przeżuł je, a z jego oddechu wyłoniło się pięć bóstw męskich: Oshihomimi, Amenohomi, Amatsuhikone, Ikutsuhikone i Kumanokusubi. 
Amaterasu przyjęła pięć męskich bóstw jako swoje potomstwo, a Susanoo trójkę żeńskich bogiń jako swoje. Wątłe boginie utwierdziły boga wiatru i mórz w przekonaniu, że to on zatriumfował. Ogarnięty uczuciem zwycięstwa pozrywał groble oraz rowy doprowadzające wodę do pól ryżowych siostry, a następnie zanieczyścił izbę, w której bogini spożywała potrawy z pierwszych plonów. Amaterasu długo patrzyła na wybryki brata i wielkodusznie go usprawiedliwiała. Susanoo natomiast coraz bardziej wystawiał jej cierpliwość na próbę, wymyślając ciągle nowe żarty. Pewnego dnia dopuścił się okropnego czynu – przedziurawił strop w tkalni bogini i wrzucił do jej wnętrza niebiańskiego źrebca obdartego bestialsko ze skóry. Bogini przerażona tym widokiem uciekła i schowała się w niebiańskiej jaskini. 
Gdy bogom z Wysokiej Równiny Niebios udało się wywabić podstępem Amaterasu z jaskini, postanowili ukarać Susanoo za niegodziwe czyny. Po naradzie ogłoszono wyrok, według którego Susanoo musiał złożyć na pokutę tysiąc ław zastawionych ofiarami, potem zaś kazano obciąć mu brodę i wyrwać paznokcie u rąk i nóg. Po wykonaniu wyroku Susanoo został zesłany do prownicji Izumo (obecnie prefektura Shimane).

## Susanoo na wygnaniu

### Spotkanie z Yamata no Orochim
Skazany na zesłanie Susanoo zstąpiwszy na ziemię zaczął podążać w górę rzeki Hi, oglądając z zainteresowaniem nowe dla siebie widoki. W pewnym momencie zauważył płynące rzeką pałeczki do jedzenia, więc wywnioskował, iż miejsce to musi być zamieszkane i postanowił odnaleźć mieszkańców tego kraju. Szedł długi czas, aż usłyszał szlochanie pary staruszków, którzy lamentowali nad losem młodej dziewczyny. Zaintrygowany bóg wiatrów podszedł i zapytał o powód rozpaczy. Dowiedział się, że ma przed sobą parę bóstw ziemskich Ashinazuchiego i Tenazuchi, którzy rozpaczali nad losem swojej najmłodszej córki. Bóstwa opowiedziały Susanoo historię o straszliwym potworze, który co roku przychodził i pożerał jedną z ich córek. Właśnie nadszedł czas, gdy Yamata no Orochi miał pożreć ostatnią z córek, piękną Kushiinadę. Historia o strasznym losie pary bóstw ziemskich poruszyła serce boga wiatru, który zapytał, czy jeśli uda mu się uratować ich córkę, oddadzą mu ją za żonę. Ashinazuchi, dowiedziawszy się, kim jest wybawca, bez wahania powierzył Susanoo losy córki.
Bóg wiatru nakazał zbudowanie ośmiu wielkich kadzi, które miały zostać napełnione ośmiokrotnie uwarzoną sake. Gotowe kadzie zostały ustawione przy ośmiu wrotach, a Susanoo zaczaił się z mieczem w dłoni i czekał na przybycie smoka. Po niedługim czasie straszliwy hałas oznajmił przybycie potwora. Yamata no Orochi dojrzawszy sake chciwie zanurzył osiem łbów w ośmiu kadziach i żłopał, aż spił się do nieprzytomności i zasnął. Wtedy Susanoo wyskoczył z ukrycia i pociął śpiącego smoka na plasterki, a od jego krwi zaczerwieniła się cała rzeka Hi. Podczas zabijania potwora bóg wyszczerbił swój miecz na jednym z ogonów, gdy zajrzał do środka, zobaczył wspaniały miecz. Broń, zwaną później Kusanagi no Tsurugi, ofiarował swojej siostrze na pojednanie.

### Panowanie Susanoo na ziemi
Po pokonaniu Yamata no Orochiego bóg wiatru wybudował pałac w miejscowości Suga i żył szczęśliwie z uratowaną Kushiinadą. Dom, w którym zamieszkał Susanoo, miał być otoczony ośmioma wieńcami chmur. Owocem ich miłości był syn Ōkuninushi, którego Susanoo oddał pod opiekę teściom, sam natomiast odszedł do Krainy Korzeni (Ne no kuni), którą część badaczy utożsamia z Krainą Ciemności (Yominokuni). 
Bogowi wiatru przypisuje się również wynalezienie łodzi, przy czym drzewa, z których miała powstać łódź, bóg stworzył z własnego owłosienia: z jego brody powstały kryptomerie, a z brwi drzewa kamforowe. Według innej wersji za powstanie lasów odpowiedzialny był syn Susanoo – Isotakeru, który razem z ojcem został wygnany z Wysokiej Równiny Niebios, a wyruszając w drogę, zabrał ze sobą ziarna drzew.
Susanoo zaczął podbijać sąsiednie krainy, a przez pewien czas panował nawet władzę na półwyspie Kii, który później stał się ośrodkiem władzy potomków Amaterasu. Może o tym świadczyć fakt, że boga wiatru czci się w wielu świątyniach na tym półwyspie, między innymi w Kumano Hongū Taisha oraz w Nachi Taisha.

## Drzewo genealogiczne
Drzewo genealogiczne przedstawia mityczne pochodzenie rodu cesarskiego od bogów. Amaterasu uznała pięć bóstw męskich, które powstały z jej klejnotów, za swoje potomstwo, jednym z tych bogów był Oshihomimi – ojciec Ninigiego. Ninigi został zesłany przez boginię słońca na ziemię, aby zaprowadzić tam porządek. W narodzinach Oshihomimiego miał bez wątpienia swój udział także Susanoo, stąd przyjmuje się, iż również on jest przodkiem rodziny cesarskiej. Drugim powodem, dla którego przyjmuje się, iż Susanoo jest przodkiem rodu cesarskiego, jest pochodzenie żony pierwszego cesarza Jimmu, która według legend była córką Ōkuninushiego i wnuczką Susanoo.
|       |       |       |       |               |               |               |               |               |               |             |             |           |           |         |         |          |          |          |          |               |               |               |               |               |               |               |               |               |               |               |               |              |              | Izanagi | Izanagi | Izanagi    | Izanagi    | Izanagi          | Izanagi          |                  |                  |                  |                  |                |                | Izanami     | Izanami     | Izanami    | Izanami    | Izanami    | Izanami    |                 |                 |                 |                 |                 |                 |             |             |            |            |            |            |              |              |              |              |              |              |            |            |  |  |
|       |       |       |       |               |               |               |               |               |               |             |             |           |           |         |         |          |          |          |          |               |               |               |               |               |               |               |               |               |               |               |               |              |              | Izanagi | Izanagi | Izanagi    | Izanagi    | Izanagi          | Izanagi          |                  |                  |                  |                  |                |                | Izanami     | Izanami     | Izanami    | Izanami    | Izanami    | Izanami    |                 |                 |                 |                 |                 |                 |             |             |            |            |            |            |              |              |              |              |              |              |            |            |  |  |
|       |       |       |       |               |               |               |               |               |               |             |             |           |           |         |         |          |          |          |          |               |               |               |               |               |               |               |               |               |               |               |               |              |              |         |         |            |            |                  |                  |                  |                  |                  |                  |                |                |             |             |            |            |            |            |                 |                 |                 |                 |                 |                 |             |             |            |            |            |            |              |              |              |              |              |              |            |            |  |  |
|       |       |       |       |               |               |               |               |               |               |             |             |           |           |         |         |          |          |          |          |               |               |               |               |               |               |               |               |               |               |               |               |              |              |         |         |            |            |                  |                  |                  |                  |                  |                  |                |                |             |             |            |            |            |            |                 |                 |                 |                 |                 |                 |             |             |            |            |            |            |              |              |              |              |              |              |            |            |  |  |
|       |       |       |       |               |               |               |               |               |               |             |             |           |           |         |         |          |          |          |          |               |               |               |               |               |               |               |               | Inni bogowie  | Inni bogowie  | Inni bogowie  | Inni bogowie  | Inni bogowie | Inni bogowie |         |         | Amaterasu  | Amaterasu  | Amaterasu        | Amaterasu        | Amaterasu        | Amaterasu        |                  |                  | Tsukuyomi      | Tsukuyomi      | Tsukuyomi   | Tsukuyomi   | Tsukuyomi  | Tsukuyomi  |            |            |                 |                 |                 |                 | Susanoo         | Susanoo         | Susanoo     | Susanoo     | Susanoo    | Susanoo    |            |            |              |              |              |              |              |              |            |            |  |  |
|       |       |       |       |               |               |               |               |               |               |             |             |           |           |         |         |          |          |          |          |               |               |               |               |               |               |               |               | Inni bogowie  | Inni bogowie  | Inni bogowie  | Inni bogowie  | Inni bogowie | Inni bogowie |         |         | Amaterasu  | Amaterasu  | Amaterasu        | Amaterasu        | Amaterasu        | Amaterasu        |                  |                  | Tsukuyomi      | Tsukuyomi      | Tsukuyomi   | Tsukuyomi   | Tsukuyomi  | Tsukuyomi  |            |            |                 |                 |                 |                 | Susanoo         | Susanoo         | Susanoo     | Susanoo     | Susanoo    | Susanoo    |            |            |              |              |              |              |              |              |            |            |  |  |
|       |       |       |       |               |               |               |               |               |               |             |             |           |           |         |         |          |          |          |          | Takamimusubi  |               |               |               |               |               |               |               |               |               |               |               |              |              |         |         |            |            |                  |                  |                  |                  |                  |                  |                |                |             |             |            |            |            |            |                 |                 |                 |                 |                 |                 |             |             |            |            |            |            |              |              |              |              |              |              |            |            |  |  |
|       |       |       |       |               |               |               |               |               |               |             |             |           |           |         |         |          |          |          |          |               |               |               |               |               |               |               |               |               |               |               |               |              |              |         |         |            |            |                  |                  |                  |                  |                  |                  |                |                |             |             |            |            |            |            |                 |                 |                 |                 |                 |                 |             |             |            |            |            |            |              |              |              |              |              |              |            |            |  |  |
|       |       |       |       |               |               |               |               |               |               |             |             |           |           |         |         |          |          |          |          | Toyoakitsushi | Toyoakitsushi | Toyoakitsushi | Toyoakitsushi | Toyoakitsushi | Toyoakitsushi |               |               |               |               |               |               |              |              |         |         | Oshihomimi | Oshihomimi | Oshihomimi       | Oshihomimi       | Oshihomimi       | Oshihomimi       |                  |                  |                |                | Ōyamatsumi  | Ōyamatsumi  | Ōyamatsumi | Ōyamatsumi | Ōyamatsumi | Ōyamatsumi |                 |                 |                 |                 |                 |                 |             |             |            |            |            |            |              |              |              |              |              |              |            |            |  |  |
|       |       |       |       |               |               |               |               |               |               |             |             |           |           |         |         |          |          |          |          | Toyoakitsushi | Toyoakitsushi | Toyoakitsushi | Toyoakitsushi | Toyoakitsushi | Toyoakitsushi |               |               |               |               |               |               |              |              |         |         | Oshihomimi | Oshihomimi | Oshihomimi       | Oshihomimi       | Oshihomimi       | Oshihomimi       |                  |                  |                |                | Ōyamatsumi  | Ōyamatsumi  | Ōyamatsumi | Ōyamatsumi | Ōyamatsumi | Ōyamatsumi |                 |                 |                 |                 |                 |                 |             |             |            |            |            |            |              |              |              |              |              |              |            |            |  |  |
|       |       |       |       |               |               |               |               |               |               |             |             |           |           |         |         |          |          |          |          |               |               |               |               |               |               |               |               |               |               |               |               |              |              |         |         |            |            |                  |                  |                  |                  |                  |                  |                |                |             |             |            |            |            |            |                 |                 |                 |                 |                 |                 |             |             |            |            |            |            |              |              |              |              |              |              |            |            |  |  |
|       |       |       |       |               |               |               |               | Watatsumi     | Watatsumi     | Watatsumi   | Watatsumi   | Watatsumi | Watatsumi |         |         |          |          |          |          |               |               |               |               |               |               |               |               | Ninigi        | Ninigi        | Ninigi        | Ninigi        | Ninigi       | Ninigi       |         |         |            |            |                  |                  | Konohanasakuya   | Konohanasakuya   | Konohanasakuya   | Konohanasakuya   | Konohanasakuya | Konohanasakuya |             |             |            |            |            |            | Tenazduchi      | Tenazduchi      | Tenazduchi      | Tenazduchi      | Tenazduchi      | Tenazduchi      |             |             |            |            |            |            | Ashinadzuchi | Ashinadzuchi | Ashinadzuchi | Ashinadzuchi | Ashinadzuchi | Ashinadzuchi |            |            |  |  |
|       |       |       |       |               |               |               |               | Watatsumi     | Watatsumi     | Watatsumi   | Watatsumi   | Watatsumi | Watatsumi |         |         |          |          |          |          |               |               |               |               |               |               |               |               | Ninigi        | Ninigi        | Ninigi        | Ninigi        | Ninigi       | Ninigi       |         |         |            |            |                  |                  | Konohanasakuya   | Konohanasakuya   | Konohanasakuya   | Konohanasakuya   | Konohanasakuya | Konohanasakuya |             |             |            |            |            |            | Tenazduchi      | Tenazduchi      | Tenazduchi      | Tenazduchi      | Tenazduchi      | Tenazduchi      |             |             |            |            |            |            | Ashinadzuchi | Ashinadzuchi | Ashinadzuchi | Ashinadzuchi | Ashinadzuchi | Ashinadzuchi |            |            |  |  |
|       |       |       |       |               |               |               |               |               |               |             |             |           |           |         |         |          |          |          |          |               |               |               |               |               |               |               |               |               |               |               |               |              |              |         |         |            |            |                  |                  |                  |                  |                  |                  |                |                |             |             |            |            |            |            |                 |                 |                 |                 |                 |                 |             |             |            |            |            |            |              |              |              |              |              |              |            |            |  |  |
|       |       |       |       |               |               |               |               |               |               |             |             |           |           |         |         |          |          |          |          |               |               |               |               |               |               |               |               |               |               |               |               |              |              |         |         |            |            |                  |                  |                  |                  |                  |                  |                |                |             |             |            |            |            |            |                 |                 |                 |                 |                 |                 |             |             |            |            |            |            |              |              |              |              |              |              |            |            |  |  |
|       |       |       |       |               |               |               |               |               |               |             |             |           |           | Otohime | Otohime | Otohime  | Otohime  | Otohime  | Otohime  |               |               |               |               |               |               | Hoori         | Hoori         | Hoori         | Hoori         | Hoori         | Hoori         |              |              | Hoderi  | Hoderi  | Hoderi     | Hoderi     | Hoderi           | Hoderi           |                  |                  | Hosuseri         | Hosuseri         | Hosuseri       | Hosuseri       | Hosuseri    | Hosuseri    |            |            |            |            |                 |                 |                 |                 |                 |                 | Kushiinada  | Kushiinada  | Kushiinada | Kushiinada | Kushiinada | Kushiinada |              |              |              |              |              |              |            |            |  |  |
|       |       |       |       |               |               |               |               |               |               |             |             |           |           | Otohime | Otohime | Otohime  | Otohime  | Otohime  | Otohime  |               |               |               |               |               |               | Hoori         | Hoori         | Hoori         | Hoori         | Hoori         | Hoori         |              |              | Hoderi  | Hoderi  | Hoderi     | Hoderi     | Hoderi           | Hoderi           |                  |                  | Hosuseri         | Hosuseri         | Hosuseri       | Hosuseri       | Hosuseri    | Hosuseri    |            |            |            |            |                 |                 |                 |                 |                 |                 | Kushiinada  | Kushiinada  | Kushiinada | Kushiinada | Kushiinada | Kushiinada |              |              |              |              |              |              |            |            |  |  |
|       |       |       |       |               |               |               |               |               |               |             |             |           |           |         |         |          |          |          |          |               |               |               |               |               |               |               |               |               |               |               |               |              |              |         |         |            |            |                  |                  |                  |                  |                  |                  |                |                |             |             |            |            |            |            |                 |                 |                 |                 |                 |                 |             |             |            |            |            |            |              |              |              |              |              |              |            |            |  |  |
|       |       |       |       | Tamayori-bime | Tamayori-bime | Tamayori-bime | Tamayori-bime | Tamayori-bime | Tamayori-bime |             |             |           |           |         |         |          |          |          |          | Ugayafukiaezu | Ugayafukiaezu | Ugayafukiaezu | Ugayafukiaezu | Ugayafukiaezu | Ugayafukiaezu |               |               |               |               |               |               |              |              |         |         |            |            |                  |                  |                  |                  | Suseri-bime      | Suseri-bime      | Suseri-bime    | Suseri-bime    | Suseri-bime | Suseri-bime |            |            |            |            |                 |                 |                 |                 |                 |                 |             |             |            |            |            |            |              |              | Ōkuninushi   | Ōkuninushi   | Ōkuninushi   | Ōkuninushi   | Ōkuninushi | Ōkuninushi |  |  |
|       |       |       |       | Tamayori-bime | Tamayori-bime | Tamayori-bime | Tamayori-bime | Tamayori-bime | Tamayori-bime |             |             |           |           |         |         |          |          |          |          | Ugayafukiaezu | Ugayafukiaezu | Ugayafukiaezu | Ugayafukiaezu | Ugayafukiaezu | Ugayafukiaezu |               |               |               |               |               |               |              |              |         |         |            |            |                  |                  |                  |                  | Suseri-bime      | Suseri-bime      | Suseri-bime    | Suseri-bime    | Suseri-bime | Suseri-bime |            |            |            |            |                 |                 |                 |                 |                 |                 |             |             |            |            |            |            |              |              | Ōkuninushi   | Ōkuninushi   | Ōkuninushi   | Ōkuninushi   | Ōkuninushi | Ōkuninushi |  |  |
|       |       |       |       |               |               |               |               |               |               |             |             |           |           |         |         |          |          |          |          |               |               |               |               |               |               |               |               |               |               |               |               |              |              |         |         |            |            |                  |                  |                  |                  |                  |                  |                |                |             |             |            |            |            |            |                 |                 |                 |                 |                 |                 |             |             |            |            |            |            |              |              |              |              |              |              |            |            |  |  |
|       |       |       |       |               |               |               |               |               |               |             |             |           |           |         |         |          |          |          |          |               |               |               |               |               |               |               |               |               |               |               |               |              |              |         |         |            |            |                  |                  |                  |                  |                  |                  |                |                |             |             |            |            |            |            |                 |                 |                 |                 |                 |                 |             |             |            |            |            |            |              |              |              |              |              |              |            |            |  |  |
| Inahi | Inahi | Inahi | Inahi | Inahi         | Inahi         |               |               | Mikenu        | Mikenu        | Mikenu      | Mikenu      | Mikenu    | Mikenu    |         |         | Itsuse   | Itsuse   | Itsuse   | Itsuse   | Itsuse        | Itsuse        |               |               | Airahime      | Airahime      | Airahime      | Airahime      | Airahime      | Airahime      |               |               |              |              |         |         | Jimmu      | Jimmu      | Jimmu            | Jimmu            | Jimmu            | Jimmu            |                  |                  |                |                |             |             |            |            |            |            | Himetataraisuzu | Himetataraisuzu | Himetataraisuzu | Himetataraisuzu | Himetataraisuzu | Himetataraisuzu |             |             |            |            |            |            |              |              |              |              |              |              |            |            |  |  |
| Inahi | Inahi | Inahi | Inahi | Inahi         | Inahi         |               |               | Mikenu        | Mikenu        | Mikenu      | Mikenu      | Mikenu    | Mikenu    |         |         | Itsuse   | Itsuse   | Itsuse   | Itsuse   | Itsuse        | Itsuse        |               |               | Airahime      | Airahime      | Airahime      | Airahime      | Airahime      | Airahime      |               |               |              |              |         |         | Jimmu      | Jimmu      | Jimmu            | Jimmu            | Jimmu            | Jimmu            |                  |                  |                |                |             |             |            |            |            |            | Himetataraisuzu | Himetataraisuzu | Himetataraisuzu | Himetataraisuzu | Himetataraisuzu | Himetataraisuzu |             |             |            |            |            |            |              |              |              |              |              |              |            |            |  |  |
|       |       |       |       |               |               |               |               |               |               |             |             |           |           |         |         |          |          |          |          |               |               |               |               |               |               |               |               |               |               |               |               |              |              |         |         |            |            |                  |                  |                  |                  |                  |                  |                |                |             |             |            |            |            |            |                 |                 |                 |                 |                 |                 |             |             |            |            |            |            |              |              |              |              |              |              |            |            |  |  |
|       |       |       |       |               |               |               |               |               |               |             |             |           |           |         |         |          |          |          |          |               |               |               |               |               |               |               |               |               |               |               |               |              |              |         |         |            |            |                  |                  |                  |                  |                  |                  |                |                |             |             |            |            |            |            |                 |                 |                 |                 |                 |                 |             |             |            |            |            |            |              |              |              |              |              |              |            |            |  |  |
|       |       |       |       |               |               | Tagishimimi   | Tagishimimi   | Tagishimimi   | Tagishimimi   | Tagishimimi | Tagishimimi |           |           |         |         | Kasumimi | Kasumimi | Kasumimi | Kasumimi | Kasumimi      | Kasumimi      |               |               |               |               | Kawamata-bime | Kawamata-bime | Kawamata-bime | Kawamata-bime | Kawamata-bime | Kawamata-bime |              |              |         |         |            |            | Kamununakawamimi | Kamununakawamimi | Kamununakawamimi | Kamununakawamimi | Kamununakawamimi | Kamununakawamimi |                |                | Hikoyai     | Hikoyai     | Hikoyai    | Hikoyai    | Hikoyai    | Hikoyai    |                 |                 | Kamuyaimimi     | Kamuyaimimi     | Kamuyaimimi     | Kamuyaimimi     | Kamuyaimimi | Kamuyaimimi |            |            |            |            |              |              |              |              |              |              |            |            |  |  |
|       |       |       |       |               |               | Tagishimimi   | Tagishimimi   | Tagishimimi   | Tagishimimi   | Tagishimimi | Tagishimimi |           |           |         |         | Kasumimi | Kasumimi | Kasumimi | Kasumimi | Kasumimi      | Kasumimi      |               |               |               |               | Kawamata-bime | Kawamata-bime | Kawamata-bime | Kawamata-bime | Kawamata-bime | Kawamata-bime |              |              |         |         |            |            | Kamununakawamimi | Kamununakawamimi | Kamununakawamimi | Kamununakawamimi | Kamununakawamimi | Kamununakawamimi |                |                | Hikoyai     | Hikoyai     | Hikoyai    | Hikoyai    | Hikoyai    | Hikoyai    |                 |                 | Kamuyaimimi     | Kamuyaimimi     | Kamuyaimimi     | Kamuyaimimi     | Kamuyaimimi | Kamuyaimimi |            |            |            |            |              |              |              |              |              |              |            |            |  |  |

## Kult boga

### Kult Susanoo jako bóstwa kontrolującego epidemie
Już w okresie Nara (VIII w.) utożsamiano Susanoo z Mutō Tenjinem – bóstwem mogącym kontrolować zarazy, które, będąc rozgniewanym, może zsyłać choroby, aby ukarać ludzi, ale w swojej łaskawości może powstrzymywać epidemie. 
Według legendy Mutō Tenjin wybrał się w podróż, aby prosić władcę mórz o rękę jego córki. Przybrał postać zwykłego wędrowca i po drodze poprosił o nocleg bogatego gospodarza Kotana. Kiedy ten szorstko mu odmówił, bóg udał się do chatki jego biednego brata Somina Shōraia. Ów poczciwy człowiek, pomimo swojej biedy, przyjął Mutō Tenjina do swojego domu i podzielił się z nim posiłkiem. Następnego dnia bóg wyruszył w drogę, lecz jeszcze przed odejściem podarował córce gospodarza wieniec z trzciny, który miał chronić przed zarazami. Mutō Tenjin wracając po dwudziestu latach z nową małżonką znów trafił w to samo miejsce. Pamiętając o wydarzeniach sprzed lat sprawił, że w całej okolicy wybuchła epidemia. Nie ocalał z niej nikt z wyjątkiem potomków dobrodusznego Somina Shōraia.
W niektórych regionach Japonii ludzie nadal wierzą w legendę o Mutō Tenjinie i jako amulet chroniący przed chorobami sprzedaje się sześcienne kostki, na których widnieje ochronne zaklęcie: Jestem potomkiem Somina Shōraia, naszego przodka wielkiej pomyślności.

### Święta poświęcone Susanoo

#### Gion w Kioto
Święto Gion poświęcone Susanoo odbywa się w lipcu w Kioto. Jego początki sięgają IX w., kiedy to w ówczesnej stolicy Japonii panowała zaraza. Wtedy ze świątyni Yasaka Jinja wyruszyła procesja, w której niesiono sześćdziesiąt sześć halabard jako symbol ochrony przed złymi mocami dla wszystkich ówczesnych prowincji. Początkowo procesje odprawiano tylko wtedy, gdy wybuchała zaraza, lecz od XII w. Gion stało się coroczną uroczystością. 
Kulminacją obchodów jest parada ozdobnych wozów, która wyrusza 17 lipca i przejeżdża ulicami Kioto, na pamiątkę pierwszej procesji wóz otwierający paradę ma na dachu umocowaną halabardę. Jadący na tym wozie chłopiec jednym cięciem miecza przecina święty powróz (shimenawa), co jest znakiem rozpoczęcia parady. Japończycy wierzą, że jeśli chłopcu nie uda się przeciąć go jednym uderzeniem, oznacza to niepomyślny omen, dlatego dziecku dyskretnie pomaga kapłan stojący za nim. Na niektórych wozach ustawia się lalki przypominające o ważnych postaciach w historii i religii Japonii, stąd wśród lalek można zauważyć Amaterasu z lustrem w ręku lub cesarzową Jingū, która wróży z wędką w ręce, czy wyprawa na Półwysep Koreański będzie pomyślna. 
Wozy wystawiane są dla zwiedzających trzy dni przed procesją. Wieczorami zamyka się ulice dla ruchu konnego, aby turyści mogli obejrzeć wozy z bliska. Święto Gion jest także doskonałą okazją do obejrzenia kolekcji dzieł sztuki starych rodów kupieckich, które otwierają dla zwiedzających niektóre pomieszczenia swoich tradycyjnych domostw. 

#### Hakata Gion Yamakasa w Makacie
Kult Susanoo jako bóstwa kontrolującego epidemie stał się niezwykle popularny na prowincji, w związku z czym powstało wiele świąt, w których występuje słowo Gion. Jednym z najsławniejszych jest Hakata Gion Yamakasa obchodzone w Makacie, obecnie dzielnicy miasta Fukuoka na Kiusiu.
14 lipca tuż przed piątą rano odbywa się gonitwa stanowiąca kulminację święta. Platformy startują co pięć minut w kolejności ustalonej wcześniej przez losowanie. Trasa rozpoczyna się na ulicy Doi i jest podzielona na dwa etapy. Najpierw uczestnicy przemierzają odcinek do świątyni Kushida Jinja, gdzie modlą się do bóstw. Z chramu muszą przebiec z ciężkimi platformami kolejne pięć kilometrów. Każda platforma waży około tony, więc dźwigający ją co chwila się zmieniają.
Hakata Gion Yamakasa jest jedynym świętem religijnym, które w całości zostało uznane (w 1979 r.) za „niematerialny skarb” narodowego dziedzictwa kulturowego Japonii.

### Świątynie poświęcone Susanoo
Kult Susanoo jest najsilniej związany z regionem Izumo (obecnie stanowiącym część prefektury Shimane), gdzie znajduje się poświęcony mu chram Izumo Taisha. Innymi ważnymi świątyniami Susanoo są Yasaka-jinja w Kioto i Nishinomiya Jinja w Nishinomiya, prefekturze Hyōgo.

## Susanoo w kulturze popularnej
- Postać Susanoo występuje w filmach tokusatsu Czas bogów[22] (grany przez Toshirō Mifune) i Yamato Takeru.
- W filmie Onmyoji II Susanoo grany jest przez Hayato Ichiharę[23].
- Susanoo występuje w anime takich jak Dark Myth[24], Little Prince and the Eight-Headed Dragon[25], Blue Seed[26].
- Susanoo the Brawler to komiks autorstwa Elizabeth Watasin, opublikowany w Action Girl Comics; bogowie japońskiego panteonu przedstawieni są w nim jako nastoletnie dziewczyny[27].
- W wydawanym przez Image Comics komiksie The Wicked + The Divine Susanoo jest jednym z dwunastu bóstw z różnych mitologii, wchodzących w skład Panteonu z lat 20. XX wieku.
- W mandze i anime Tenjou Tenge Nagi Souichirou jest opętany przez ducha Susanoo.
- W mandze i anime Naruto członkowie klanu Uchiha mogą opanować jutsu Susanoo[28].
- Manga Dream Saga opiera się na historii zniszczonej ziemi, gdzie Susanoo pożera Amaterasu. Na ziemi żyje dziewczynka imieniem Yuuki, która jest jedyną osobą mogącą ocalić słońce przed zniszczeniem[29].
- W grze wideo Ōkami występuje wojownik Susano[30].
- W grze wideo Shin Megami Tensei: Persona 4(inne języki) ostateczną Personą Yosuke Hanamury jest Susanoo.
- W grze wideo Shin Megami Tensei V(inne języki) Susanoo jest prawdziwą tożsamością Proto-Fienda Aogami .
- W grze wideo MOBA SMITE występuje wojownik Susanoo.